# 桜坂 (福岡市)
桜坂（さくらざか）は福岡県福岡市中央区の町名。現行の行政地名は、桜坂一丁目から桜坂三丁目まで。面積は34.24ヘクタール。2022年9月末現在の人口は5,137人。郵便番号は810-0024。全域で住居表示を実施している。

## 地理
桜坂は、福岡市の都心部とされる天神から南西約2kmと近くに位置する。福岡市営地下鉄の七隈線で天神南駅から桜坂駅までの所要時間が約6分と利便性が高い。福岡城に近いこともあって、元上級武士の屋敷地が多い。都心部に近いが、閑静な高級住宅地を形成する。かつては下警固といわれていた。一丁目と二丁目との境界に桜坂桧原線（愛称：「はなみずき通り」）、一丁目及び二丁目と三丁目との境界に「城南線」が通る。北で赤坂及び警固と、東で警固及び古小烏町（）と、南で御所ケ谷（）、南公園及び輝国と、西で谷（）及び六本松（）と隣接する。一丁目は、その北側（警固）に隣接して筑紫女学園高等学校、筑紫女学園中学校があり、周辺は住宅街が形成される。「けやき通り」から「城南線」への抜け道として知られる「はなみずき通り」沿いは、飲食店や雑貨店が並んでいる。二丁目は、坂の多い住宅地で、真光寺、桜坂の由来となった桜ヶ峯神社、天満宮がある。また、幕末に活躍した加藤司書の屋敷がいまもなお静かに佇んでいる。三丁目は、南公園につながる緑豊かなエリア。福岡市動植物園に続く通称「桜坂山の手通り」（桜坂小笹線の一部）沿いには料亭やレストラン、カフェが点在する。

### 都市計画
都市計画に関しては、「福岡市都市計画マスタープラン」において定められた方針については次のとおりである。幹線道路である城南線、桜坂桧原線及び桜坂小笹線の沿道は、商業、業務、サービス施設や中高層住宅などが連続した「沿道軸」に位置付けられている。土地利用については、戸建住宅などの低層住宅が大部分を占めるが、一部中高層住宅などが立地する「低中層住宅ゾーン」に位置付けられ、周囲の警固、赤坂、六本松等と同様に、低層住宅と中層住宅の調和、狭隘道路の改善などがまちづくりの視点とされている。
用途地域については次のとおりである。桜坂一丁目及び桜坂二丁目については、城南線の北側道路境界線から概ね30メートルの範囲の地域、桜坂桧原線の東側道路境界線から概ね30メートルの範囲で桜坂876号線の北側の地域は商業地域に指定されている。これら以外の地域は第一種住居地域に指定されている。桜坂三丁目については、城南線の南側道路境界線から概ね30メートルの範囲の地域が商業地域に指定されている。城南線の南側道路境界線から概ね100メートルの範囲の地域が第一種住居地域に指定されている。桜坂小笹線の両側道路境界線から概ね30メートルの範囲で城南線の南側道路境界線から概ね100メートルの範囲を除く地域が第二種中高層住居専用地域にしてされている。これら以外の地域は第一種中高層住居専用地域に指定されている。また、桜坂一丁目から桜坂三丁目までの広範囲で風致地区が指定されており、桜坂二丁目の北西部や桜坂三丁目の北東部の緑地等で特別緑地保全地区に指定されている。

## 語源
町名は桜ヶ峰、桜ヶ谷によるのではないかと考えられている。

## 歴史

### 町域の変遷
現在の地名は、1967年（昭和42年）及び1971年（昭和46年）における住居表示の実施に伴う地名変更によって定められたものであり、その実施前後の地名は次表のとおりである。
| 住居表示実施後           | 実施年月日          | 住居表示実施前（各町名・大字の一部） |
| ------------------------ | ------------------- | --- |
| 桜坂一丁目から桜坂二丁目 | 1967年 （昭和42年） | 十軒屋・下練塀町・駿河谷・杵屋谷・浦谷・古小烏町・警固本通一丁目から三丁目まで・天狗松・桜ヶ峰・地蔵谷・馬場頭・大字下警固・大鋸ノ谷（おがのたに） |
| 桜坂三丁目               | 1971年 （昭和46年） | 古小烏町・天狗松・上練塀町・馬屋谷・井原ヶ谷・御所ヶ谷・高頭・赤坂山                                                                               |

## 人口
桜坂一丁目から桜坂三丁目までの人口の推移を福岡市の住民基本台帳（公称町別）に基づき示す（単位：人）。集計時点は各年9月末現在である。
- 2001年（平成13年）：3,533
- 2002年（平成14年）：3,657
- 2003年（平成15年）：3,585
- 2004年（平成16年）：3,651
- 2005年（平成17年）：3,825
- 2006年（平成18年）：3,881
- 2007年（平成19年）：3,900
- 2008年（平成20年）：3,884
- 2009年（平成21年）：3,856
- 2010年（平成22年）：3,979
- 2011年（平成23年）：4,075
- 2012年（平成24年）：4,166
- 2013年（平成25年）：4,184
- 2014年（平成26年）：4,246
- 2015年（平成27年）：4,267
- 2016年（平成28年）：4,333
- 2017年（平成29年）：4,373
- 2018年（平成30年）：4,332
- 2019年（令和元年）：5,086
- 2020年（令和2年）：5,107
- 2021年（令和3年）：5,162
- 2022年（令和4年）：5,137

## 交通

### 鉄道
鉄道については、福岡市交通局が運営する地下鉄が町内に通っており、次の駅がある。
- 福岡市地下鉄七隈線：桜坂駅

### バス
バスについては、西日本鉄道株式会社が運営する西鉄バスが運行しており、次の停留所がある。
- 博多駅草ヶ江線（城南線）沿い：桜坂、雙葉学園入口
- 桜坂桧原線（通称：「はなみずき通り」）沿い：桜坂
- 桜坂小笹線沿い：馬屋谷（うまやだに）

### 道路
主な幹線道路は次の通り。

#### 都市高速道路
都市高速道路としては、町外ではあるが、北方に福岡高速環状線が通っており、最寄りの出入口は次の通り。
- 天神北出入口（料金所・ランプ ・インターチェンジ、道程で約2.5～3.5キロメートル）
- 西公園出入口（料金所・ランプ、道程で約3.5～4.5キロメートル）

#### 市道
市道としては次の通り。括弧内は福岡市道路愛称等。
- 博多駅草ヶ江線（城南線）
- 桜坂桧原線（通称：「はなみずき通り」[注釈 2]）
- 桜坂小笹線
- 薬院平尾線

## 施設

### 公共・公益施設
町内に公民館はないが、桜坂が属する二つの小学校区に1館ずつ設置されている。桜坂の町内にある二つの校区に対応する公民館は次の通り。
- 福岡市赤坂公民館[注釈 3]
- 福岡市平尾公民館[注釈 4]

### 公園・緑地等
- 桜坂公園（さくらざかこうえん）[注釈 5]
- 桜坂南公園（さくらざかみなみこうえん）[注釈 6]
- 桜坂1号公園（さくらざかいちごうこうえん）[注釈 7]

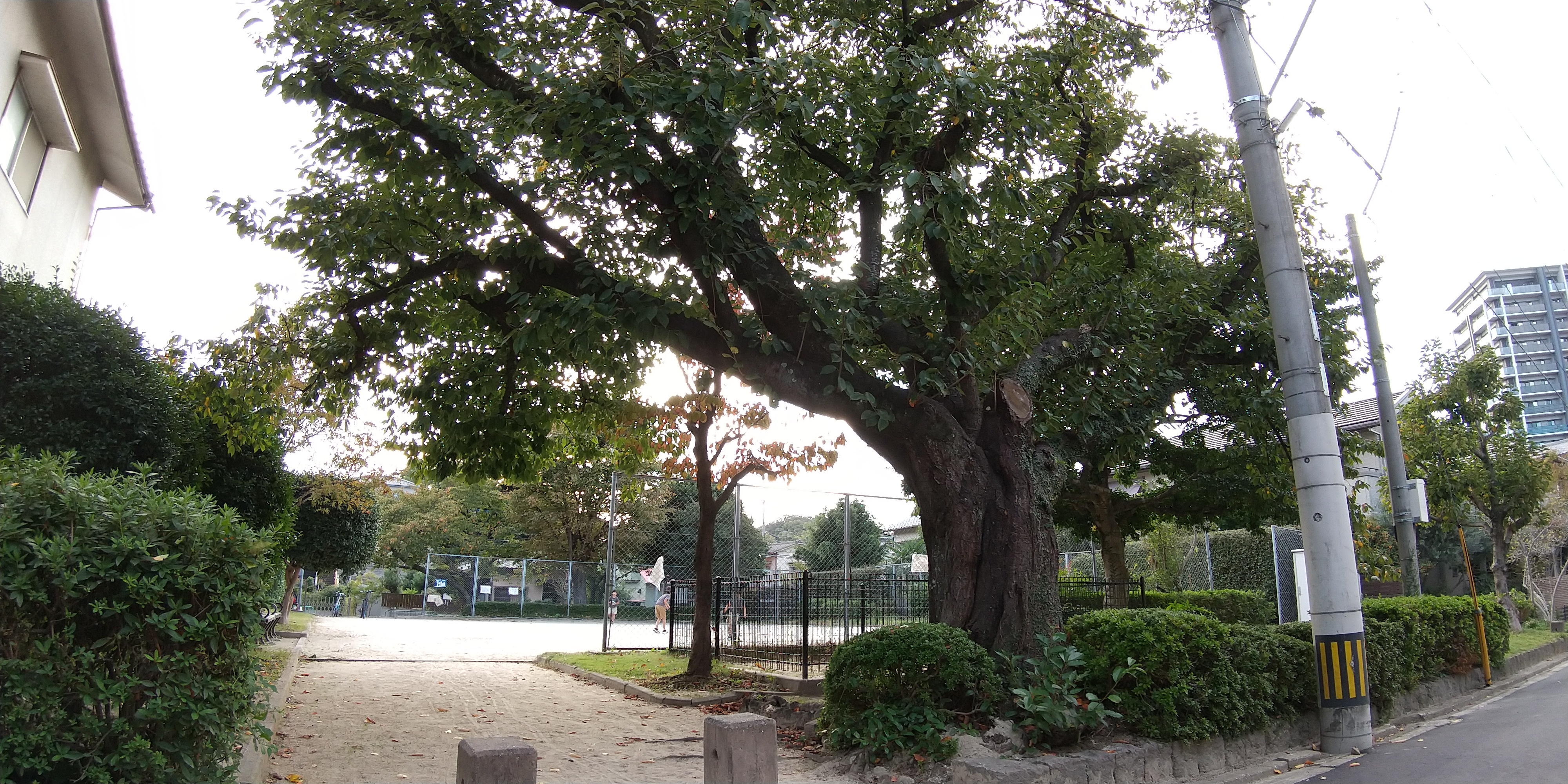
桜坂公園（桜坂一丁目13番）
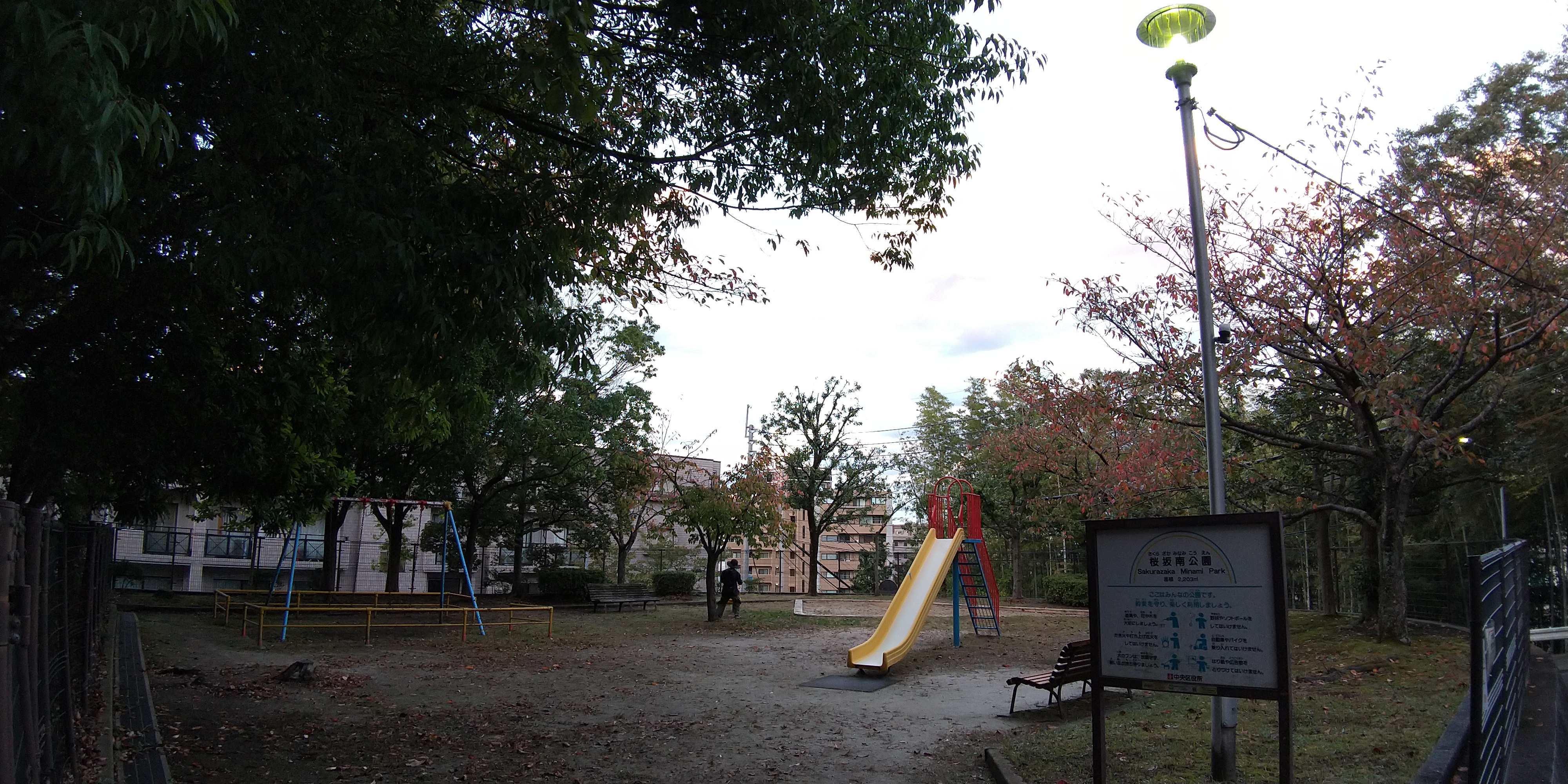
桜坂南公園（桜坂三丁目12番78号）
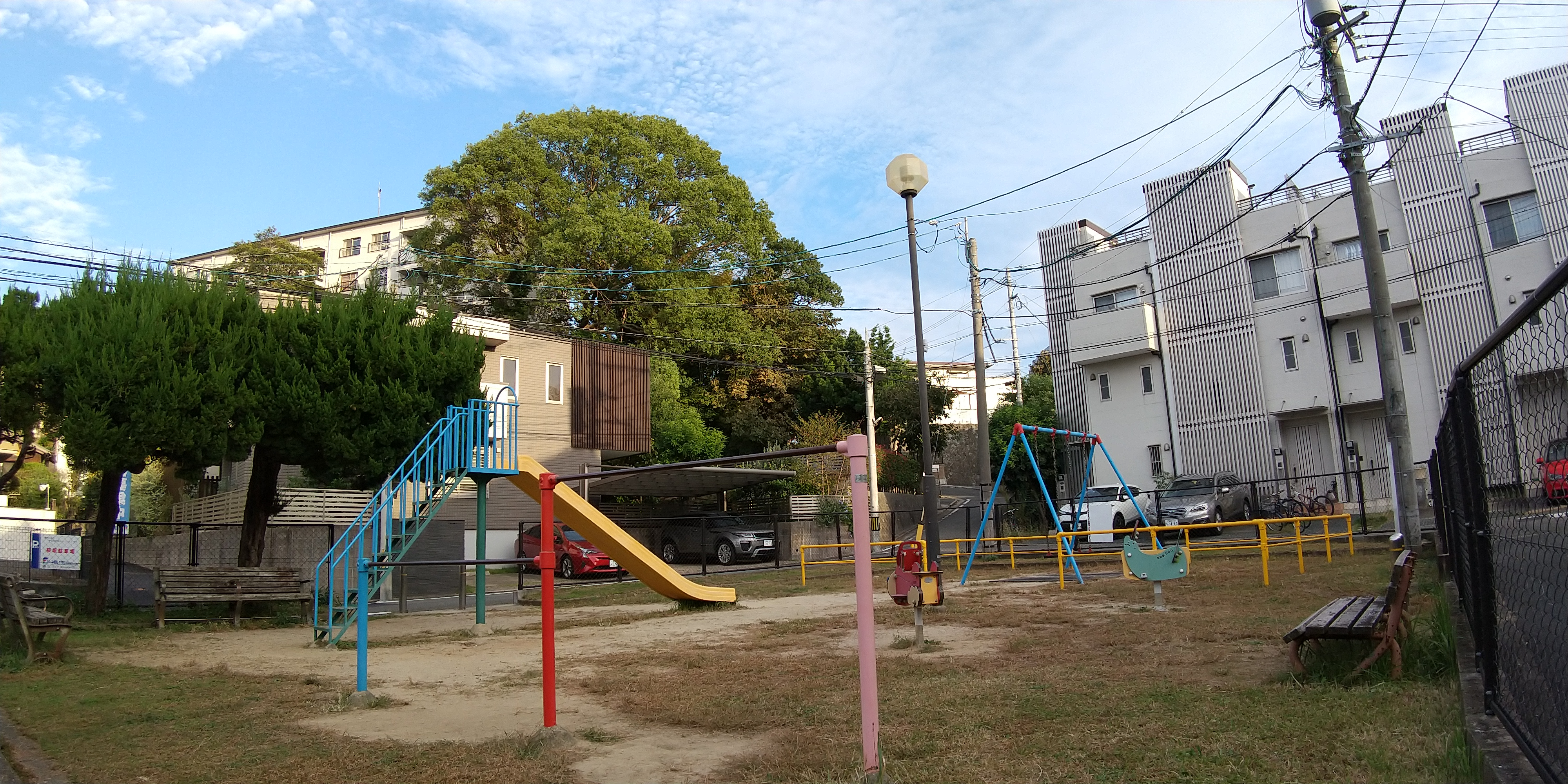
桜坂1号公園（桜坂一丁目9番）

### 教育施設

#### 小・中学校
町内に小・中学校は存在しないが、校区については、それぞれ地区について次のとおりである。
- 一丁目、二丁目及び三丁目5番から13番まで（ただし、5番60号を除く）の校区
  - 小学校：福岡市立赤坂小学校[注釈 8]
  - 中学校：福岡市立警固中学校[注釈 9]
- 三丁目1番から4番まで及び5番60号の校区
  - 小学校：福岡市立平尾小学校[注釈 10]
  - 中学校：福岡市立平尾中学校[注釈 11]

### その他の施設
- 結婚式場「桜坂セント・マルティーヌ教会」[注釈 12]

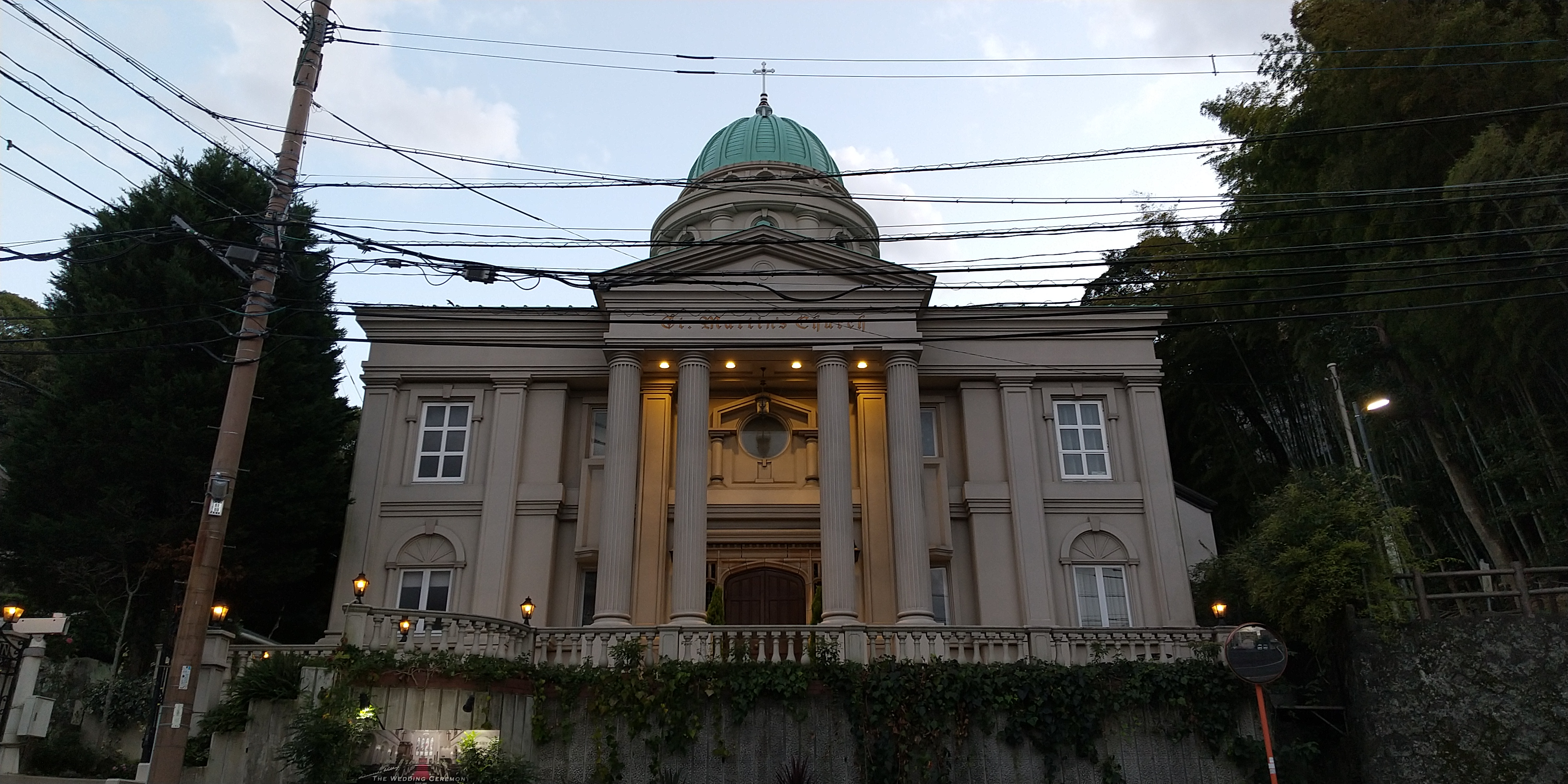
結婚式場「桜坂セント・マルティーヌ教会」